# Sonnborn
Sonnborn is een wijk van de Duitse stad Wuppertal, in het zuiden van het Ruhrgebied. Sonnborn maakte tot 1929 deel uit als wijk  van de stad Elberfeld. Er wonen ruim 3800 inwoners (2008). Sonnborn is de oudste nederzetting van Wuppertal, met een eerste vermelding in het jaar 874. 
Sonnborn hoort bij de stadswijk Elberfeld-West. Sonnborn ligt aan de Uerdinger Linie, in het traditionele gebied van het Limburgs in het ruimste zin.

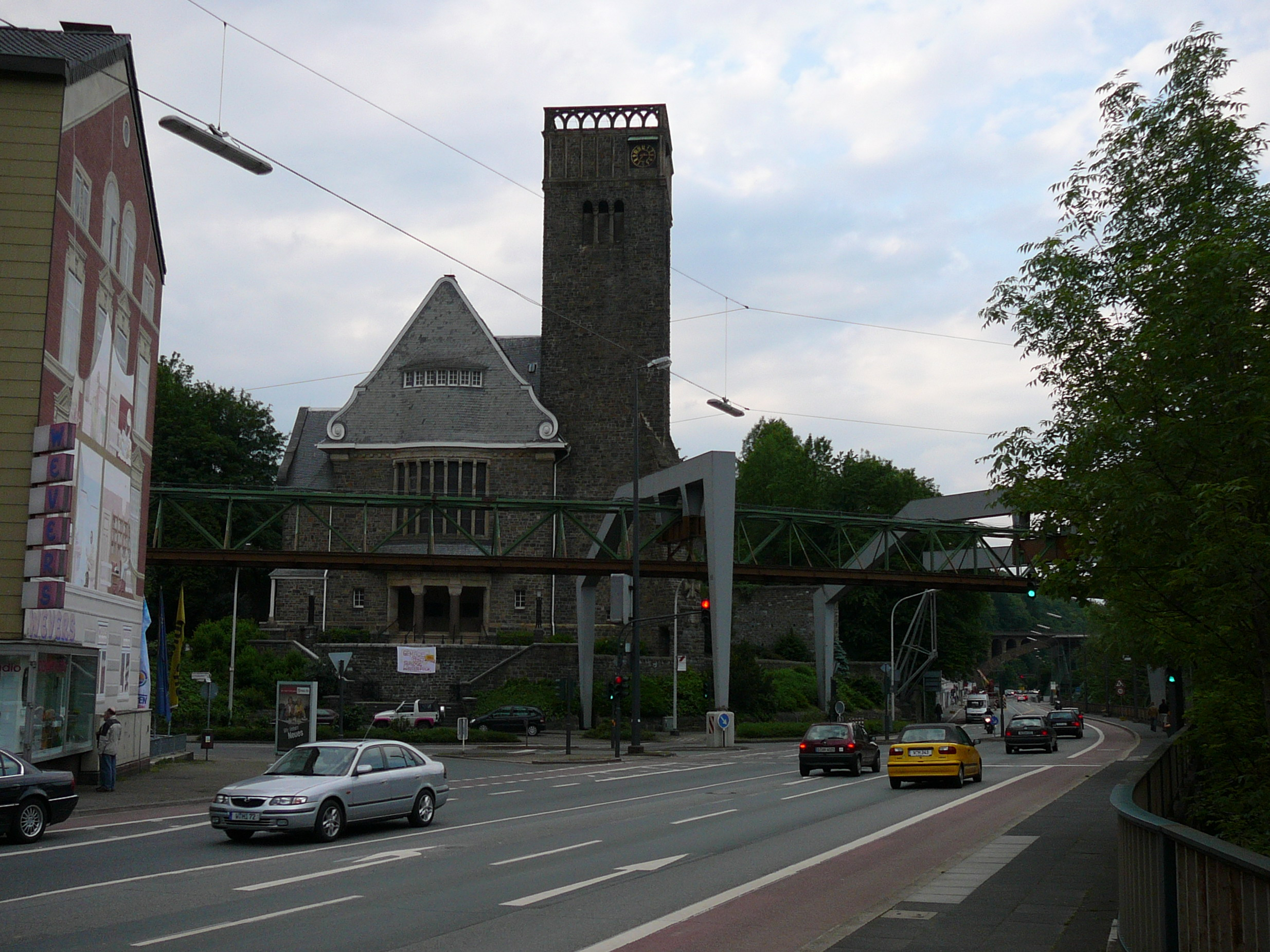
Kerk